# Neoregelia dayvidiana
Neoregelia dayvidiana är en gräsväxtart som beskrevs av Elton Martinez Carvalho Leme och A.P.Fontana. Neoregelia dayvidiana ingår i släktet Neoregelia och familjen Bromeliaceae. Inga underarter finns listade i Catalogue of Life.